# Remo Murer

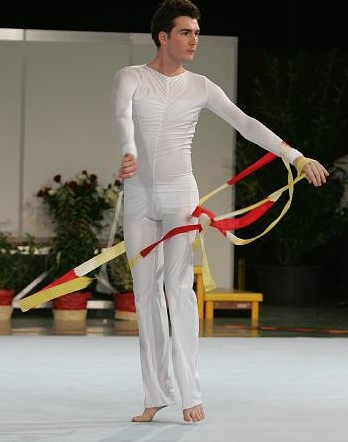
Schweizer Meisterschaft Aerobic 2004 (Show)

Remo Murer (* 3. April 1979) ist ein ehemaliger Schweizer Gymnastik-Athlet und der einzige Mann, der diese Sportart als Wettkampfsport ausübte. Er ist sechsmaliger Schweizer Meister in der Gymnastik, einer Abwandlung der olympischen Disziplin Rhythmische Sportgymnastik.
Murer stammt aus einer Turnerfamilie. Er begann 1992 in der Mädchenriege Muhen mit der Gymnastik. Bereits im folgenden Jahr wurde er kantonaler Meister und erhielt erstmals die Höchstnote 10.0. Nach mehreren Meisterschaften im Jugendbereich errang er 1999 den Titel bei den Senioren. 2000 erreichte er bei den Schweizer Meisterschaften erneut die Note 10.0. Er vertrat die Schweiz unter anderem bei der World-Gymnaestrada in Göteborg, Lissabon und Dornbirn. 
Neben seiner Sportkarriere arbeitet Murer als Choreograph und technischer Leiter von Gym-Tanz-Gruppen. Er choreographierte unter anderem die Eröffnungsfeier der Junioren-Handball-WM 2002 in Aarau. 2007 beendete er mit einem zweiten Platz bei der Schweizer Meisterschaft in Frauenfeld seine Wettkampfkarriere im Einzelwettkampfbereich.
Bekannt ist er auch für seine selbstgeschneiderten Gymnastik-Anzüge, die er immer auf die entsprechende Choreographie anpasst. 
Er ist seit 1994 technischer Leiter des DTV Muhen.
| Personendaten    | Personendaten     |
| ---------------- | ----------------- |
| NAME             | Murer, Remo       |
| KURZBESCHREIBUNG | Schweizer Gymnast |
| GEBURTSDATUM     | 3. April 1979     |